# Маневич, Давид Львович
Дави́д Льво́вич Мане́вич (пс. Давид Бенарье, то есть «Давид сын Льва»; 1 ноября 1878 — август 1959) — русско-еврейский прозаик, драматург. Писал на идише и на русском языке.

## Биография
Родился в еврейском местечке в Белоруссии. Преподавал в Минском реальном училище Хайкина. Печатался в «Еврейской жизни», «Театре и искусстве», сборнике «Новые веяния». Его пьеса «Пасынки жизни», опубликованная в Санкт-Петербурге в 1907 году, вызвала ожесточённую полемику по еврейскому вопросу, так как он в ней жестоко критиковал черту оседлости и назвал евреев «пасынками России». Фридрих Горенштейн в повести «Последнее лето на Волге» цитирует Бенарье:
«Понять [Россию] до конца может не взгляд изнутри, не русский ум, а скорей орлиный взгляд сверху, внешний взгляд Шопенгауэра или Шекспира, а то и скромный взгляд со стороны таких пасынков России, как я»…
После Гражданской войны поселился в США. Автор книг о Гражданской войне в России и о борьбе профсоюзов за права работников трикотажной промышленности в США.
В 1933 году Маневич вернулся в СССР. Работал в ЕЕЗЕТе[где?], в Гослитиздате. Во время Великой Отечественной войны, в эвакуации, был редактором районной газеты в райцентре Ронга Марийской АССР. После войны состоял в Еврейском антифашистском комитете, чудом избежал ареста после разгрома Комитета. Скончался в августе 1959 года. Похоронен на территории Донского кладбища.

## Избранные пьесы
- «Богом избранные»
- «Пасынки жизни» (журнал «Театр и искусство», Спб. 1907)

## Книги
- «В те дни: 1917—1920» (אין יענע טעג, ин йенэ тэг: 1917—1920). Нью-Йорк, Фарлаг Фрайхайт, 1926.
- «Борьба масс» (מאַסנקאַמף, маснкамф: а замлунг башрайбунген фун ди камфн ин дэр нодл-индустрие ин ди йорн 1925—1930, с предисловием М. Ольгина). Нью-Йорк, Индустриелер нодл-трейд юнион, 1930.